# Adolescencia (serie de televisión)
Adolescencia (en inglés: Adolescence) es una serie de televisión web británica de drama psicológico y policial creada por Jack Thorne y Stephen Graham, y dirigida por Philip Barantini. La serie gira en torno a Jamie Miller (Owen Cooper), un niño de 13 años que es arrestado tras ser acusado de asesinar a una compañera de clase. Cada episodio está rodado en un plano secuencia, es decir, sin cortes de cámaras, mediante una continuidad total de una escena.
Adolescencia se estrenó en Netflix el 13 de marzo de 2025, con gran éxito de crítica por su dirección, guion y fotografía, con especial atención a su ambientación y actuaciones. Adolescencia fue la primera serie de streaming en liderar los índices de audiencia semanales de Barb Audiences.
El 9 de abril de 2025, Deadline informó que Netflix y Plan B Entertainment estaban en conversaciones sobre una segunda temporada de la serie.

## Sinopsis
Jamie Miller, un niño de 13 años, es arrestado por el asesinato de una compañera de clase, pero la trama no gira en torno a resolver el asesinato, sino en torno a complejos desarrollos de personajes y detectives que quieren conocer el motivo.

## Elenco
- Stephen Graham como Eddie Miller
- Owen Cooper como Jamie Miller
- Ashley Walters como el inspector Luke Bascombe
- Erin Doherty como Briony Ariston
- Faye Marsay como Misha Frank
- Christine Tremarco como Manda Miller
- Mark Stanley como Paul Barlow
- Kaine Davis como Ryan
- Jo Hartley como la Sra. Fenumore
- Amélie Pease como Lisa Miller
- Austin Haynes como Fredo
- Lil Charva como Moray
- Elodie Grace Walker como George

### Invitados
- Emilia Holliday como Katie Leonard
- Lewis Pemberton como Tommy
- Austin Haynes como Fredo
- Alfie Ward como Moray
- Elodie Grace Walker como Georgie
- Douglas Russell como Victor

## Episodios
| N.º | Título       | Dirigido por     | Escrito por                  | Fecha de emisión original |
| --- | ------------ | ---------------- | ---------------------------- | ------------------------- |
| 1 | «Episodio 1» | Philip Barantini | Jack Thorne & Stephen Graham | 13 de marzo de 2025       |
| El inspector Luke Bascombe y la detective Misha Frank dirigen una redada policial en casa de los Miller, donde viven el padre Eddie, la madre Manda, la hija Lisa y Jamie, de 13 años. Detienen a Jamie como sospechoso de asesinato y lo llevan a una comisaría cercana. Un lloroso Jamie declara su inocencia mientras es procesado y llevado a una celda de detención mientras su familia llega a la comisaría. Eddie acepta ser el tutor de Jamie durante el proceso y estar con él mientras le registran e interrogan. Bascombe entra en conflicto con el abogado designado para representar a Jamie mientras Eddie supervisa el cacheo al desnudo de Jamie. Bascombe y Frank interrogan a Jamie, y el tema pronto pasa a ser las relaciones sexuales de Jamie, donde se revela que Jamie ha hecho varios comentarios sexualmente explícitos sobre modelos femeninas. Luego es interrogado sobre una amiga, Katie Leonard, que ha sido apuñalada hasta la muerte. Cuando Eddie sale en defensa de Jamie, Bascombe les muestra las imágenes de las cámaras de seguridad en las que Jamie apuñala a Katie hasta matarla. La entrevista termina y Jamie y Eddie lloran en la sala de interrogatorios. |              |                  |                              |                           |
| 2 | «Episodio 2» | Philip Barantini | Jack Thorne & Stephen Graham | 13 de marzo de 2025       |
| Tres días después del asesinato, Bascombe y Frank visitan el instituto de Jamie para averiguar más cosas y ver si pueden dar con el paradero del arma homicida. Adam, el hijo de Bascombe, también estudia en el instituto. En el instituto, Bascombe y Frank descubren que los profesores están desbordados y luchan por controlar a los alumnos revoltosos. En toda la escuela, la noticia del asesinato y de la implicación de Jamie se extiende entre los alumnos. Jade, la amiga de Katie, está notablemente disgustada por el asesinato y más tarde ataca a Ryan, el amigo de Jamie, acusándole de haber hecho que mataran a Katie. Cuando Bascombe y Frank van a ver a Ryan, éste se muestra evasivo y poco dispuesto a contestar preguntas. Adam se acerca a Bascombe y le revela que Katie había acusado a Jamie de ser un incel en las redes sociales. Bascombe y Frank se preocupan por la revelación. Cuando intentan interrogar de nuevo a Ryan, éste huye y Bascombe lo persigue fuera de la escuela. Cuando Ryan es capturado, revela que el cuchillo que Jamie utilizó para apuñalar a Katie era suyo. Ryan es arrestado cuando termina la jornada escolar. Bascombe recoge a Adam para llevarlo a casa mientras Eddie visita el lugar del asesinato de Katie para dejar flores. |              |                  |                              |                           |
| 3 | «Episodio 3» | Philip Barantini | Jack Thorne & Stephen Graham | 13 de marzo de 2025       |
| Siete meses después del asesinato, la psicóloga Briony Ariston se reúne con Jamie en un centro de detención juvenil para preparar un informe previo al juicio sobre su salud mental. Jamie se ha visto envuelto recientemente en un violento altercado con otro recluso y está visiblemente agraviado por el hecho de que Ryan esté pasando su período de instrucción en casa. Briony deja claro a Jamie que su único objetivo es evaluar su comprensión de las circunstancias que rodean el caso, no el caso en sí. Jamie, sin embargo, se enzarza en un tenue juego de superioridad, que se convierte en una interacción caótica debido a su inmadurez emocional. Pone en primer plano su presunto delito, las posibles motivaciones y la subcultura subyacente. Cuando Briony le pide explicaciones, Jamie proporciona una cronología completa de los hechos: después de que otro compañero de clase difundiera por el instituto la foto de Katie en topless, Jamie le pidió salir, pensando que sería «débil» y, por tanto, estaría más dispuesta a aceptar. Ella lo rechazó de inmediato y posteriormente escribió los comentarios burlones en Instagram sobre él. A lo largo de toda la entrevista, el humor de Jamie fluctúa entre amistoso, paranoico, agresivo y amenazador. Esto incluye una confesión accidental y varios arrebatos furiosos que dejan a Briony gravemente conmocionada. Después de informar a Jamie de que esta sesión es la última, Jamie le pregunta si le gusta a Briony. Ella se niega a contestar, lo que agita aún más a Jamie y le obliga a salir escoltado. Briony llora en silencio para sus adentros antes de marcharse. |              |                  |                              |                           |
| 4 | «Episodio 4» | Philip Barantini | Jack Thorne & Stephen Graham | 13 de marzo de 2025       |
| Trece meses después del asesinato, la familia Miller empieza el día celebrando el 50 cumpleaños de Eddie, intentan desayunar, pero alguien les ha hecho una pintada en la furgoneta de trabajo, intentando no venirse abajo, tratan de limpiarla en casa sin éxito, por lo que van a por materiales a una tienda, donde uno de los empleados hace que Eddie pierda la templanza y se altere. Fuera de la tienda, Eddie descubre al chico que pintó su furgoneta, alterado, lo confronta amenazándolo y agrediéndolo. De vuelta a casa, Eddie y Manda reciben la llamada de su hijo Jamie contando que, cuando llegue el juicio, se declarará culpable. Esto hace que se planteen su parte de culpa en los actos de Jamie e intentan seguir su vida junto a su hija Lisa. |              |                  |                              |                           |

## Producción
La serie fue anunciada en marzo de 2024 con el título provisional Adolescence (Adolescencia en español), y ha sido escrita por Jack Thorne y Stephen Graham.  Es un drama criminal en cuatro partes, contado en tiempo real, en un solo plano secuencia, con Phillip Barantini como director. Warp Films, Matriarch Productions y Plan B Entertainment han producido la serie para Netflix. Jo Johnson es el productor de la serie, y Graham, Thorne y Barantini son productores ejecutivos junto a Mark Herbert, Emily Feller, Hannah Walters, Jeremy Kleiner, Dede Gardner y Nina Wolarsky.

### Elenco
Owen Cooper fue elegido para el papel del asesino adolescente Jamie Miller a la edad de 15 años, sin experiencia previa. La directora de casting Shaheen Baig había considerado a 500 chicos para el papel, pero Cooper llamó su atención tras enviarle una cinta de demostración, y se aseguró el papel.

### Rodaje
Graham, Ashley Walters, y Erin Doherty participan en el elenco. La filmación comenzó en Reino Unido en julio de 2024 y terminó en octubre de ese mismo año. Las localizaciones para la grabación incluyeron escenas en South Kirkby, South Elmsall y Sheffield en Yorkshire.
La serie se caracteriza por ser episodios rodados en una sola toma por el director de fotografía Matthew Lewis. El rodaje se planificó a través de múltiples ensayos que culminaron en ensayos técnicos completos, durante los cuales el director de fotografía planificaba los movimientos de cámara. Cada episodio de una hora se rodó unas 10 veces, con dos tomas diarias. Los episodios se hicieron completos, en una sola toma, sin cortes ni mezclas de tomas con CGI. El director dijo en que cada episodio se dedicaron tres semanas. Las tomas utilizadas fueron las siguientes: primer episodio, 2.ª toma; segundo episodio, 13.ª toma; tercer episodio, 12.ª toma; cuarto episodio, 16.ª toma. Además los episodios no fueron grabados en orden cronológico, el primer episodio grabado por Owen Cooper fue el tercero.

## Emisión
La serie se estrenó en Netflix el 13 de marzo de 2025. Se convirtió en el programa de televisión en streaming más visto en el Reino Unido en una sola semana, superando el récord establecido por la serie de Netflix Fool Me Once en enero de 2024.
Adolescence ha cosechado un importante éxito de audiencia en Netflix tras su estreno. En sus tres primeras semanas, la serie obtuvo 96,7 millones de visitas en la plataforma. En la semana que finalizó el 30 de marzo de 2025, registró 30,4 millones de visionados y se situó entre las 10 series más vistas en los 93 países analizados por las métricas de Netflix. Este rendimiento ha situado a Adolescencia en el noveno puesto de la lista histórica de visionados de Netflix, que se basa en los datos de audiencia recopilados durante los primeros 91 días de disponibilidad de un título.

## Recepción
Adolescencia ha sido ampliamente elogiada por la crítica. En el agregador de reseñas Rotten Tomatoes, Adolescence tiene un índice de aprobación del 100% basado en 39 reseñas de críticos, con una calificación promedio de 9,2 sobre 10. El consenso crítico del sitio web dice: «Estilísticamente audaz y con actuaciones impecables de principio a fin, Adolescence es una obra maestra de narrativa televisiva y una experiencia visual impactante que deja huella». Metacritic calculó una media ponderada de 90 sobre 100 basada en 24 reseñas, lo que indica «aclamación universal».
En The Guardian, Lucy Mangan afirmó que Adolescence era «lo más cercano a la perfección televisiva en décadas», destacando la actuación de Owen Cooper y Erin Doherty. Anita Singh de The Daily Telegraph, consideró que la serie era «devastadora» y que las interpretaciones eran «fenomenales», aunque dijo que la técnica de rodaje en una sola toma podía parecer «un truco».  Sin embargo, Sophie Butcher, de Empire, alabó el rodaje continuo, afirmando que era «la hazaña televisiva más vertiginosa del año» y que servía para realzar la emoción en pantalla.

### Impacto político
Anneliese Midgley, diputada británica, pidió que el programa se proyectara en el Parlamento y en las escuelas, con el argumento de que podría ayudar a contrarrestar la misoginia y la violencia contra las mujeres y las niñas. El primer ministro Keir Starmer respaldó la medida escribiendo en su cuenta de X: «como padre, ver Adolescence con mi hijo y mi hija adolescentes me afectó mucho». Tras el apoyo de Starmer, el programa se pudo ver gratuitamente en los institutos de secundaria del Reino Unido.
En marzo de 2025, el empresario y asesor de la administración Trump Elon Musk promovió una teoría conspirativa en X según la cual la serie era «propaganda antiblanca» debido a la elección de un actor blanco para interpretar a Jamie. La teoría afirmaba que la serie se basaba en los apuñalamientos de Southport de 2024, perpetrados por un adolescente de ascendencia ruandesa, y que el hecho de que el actor fuera blanco era una elección intencionada para demonizar a los blancos. El coguionista Jack Thorne calificó la afirmación de «ridícula» y declaró que la serie de televisión no se basaba en ningún caso real.

### Reconocimientos
| Año  | Premio                              | Categoría                                                                        | Destinatario (s)                                                                                                  | Resultado | Referencias |
| ---- | ----------------------------------- | -------------------------------------------------------------------------------- | --- | --------- | ----------- |
| 2025 | Gotham TV Awards                    | Serie limitada revolucionaria                                                    | Adolescence | Ganador   | [ 30 ]      |
| 2025 | Gotham TV Awards                    | Mejor actor en serie limitada                                                    | Stephen Graham | Ganador   | [ 30 ]      |
| 2025 | Gotham TV Awards                    | Mejor actor de reparto en serie limitada                                         | Owen Cooper | Ganador   | [ 30 ]      |
| 2025 | Gotham TV Awards                    | Mejor actor de reparto en serie limitada                                         | Erin Doherty | Nominada  | [ 30 ]      |
| 2025 | Astra TV Awards                     | Mejor serie limitada                                                             | Adolescence | Ganador   | [ 31 ]      |
| 2025 | Astra TV Awards                     | Mejor elenco en conjunto en Serie limitada o película para televisión            | Adolescence | Nominado  | [ 31 ]      |
| 2025 | Astra TV Awards                     | Mejor director en Serie limitada o película para televisión                      | "Episode 3" – Philip Barantini                                                                                    | Ganador   | [ 31 ]      |
| 2025 | Astra TV Awards                     | Mejor guion en Serie limitada o película para televisión                         | "Episode 3" – Jack Thorne y Stephen Graham                                                                        | Ganador   | [ 31 ]      |
| 2025 | Astra TV Awards                     | Mejor Actor en una Serie limitada o película para telivisión                     | Stephen Graham | Nominado  | [ 31 ]      |
| 2025 | Astra TV Awards                     | Mejor Actor de reparto en Serie limitada o Película para telvisión               | Owen Cooper | Ganador   | [ 31 ]      |
| 2025 | Astra TV Awards                     | Mejor Actor de reparto en Serie limitada o Película para telvisión               | Ashley Walters | Nominado  | [ 31 ]      |
| 2025 | Astra TV Awards                     | Mejor actriz de reparto en Serie limitada o Streaming                            | Erin Doherty | Nominado  | [ 31 ]      |
| 2025 | TCA Awards                          | Programa del año                                                                 | Adolescence | Pendiente | [ 32 ]      |
| 2025 | TCA Awards                          | Mejor Película, Miniserie o Especial                                             | Adolescence | Pendiente | [ 32 ]      |
| 2025 | TCA Awards                          | Mejor Logro en Drama                                                             | Owen Cooper | Pendiente | [ 32 ]      |
| 2025 | TCA Awards                          | Mejor Logro en Drama                                                             | Stephen Graham | Pendiente | [ 32 ]      |
| 2025 | Primetime Emmy Awards               | Mejor miniserie                                                                  | Adolescence | Pendiente |             |
| 2025 | Primetime Emmy Awards               | Mejor actor en serie Limitada, Anatológica o Película                            | Stephen Graham | Pendiente |             |
| 2025 | Primetime Emmy Awards               | Mejor Actor de reparto en serie Limitada, Anatológica o Película                 | Owen Cooper | Pendiente |             |
| 2025 | Primetime Emmy Awards               | Mejor Actor de reparto en serie Limitada, Anatológica o Película                 | Ashley Walters | Pendiente |             |
| 2025 | Primetime Emmy Awards               | Mejor actriz de reparto en serie Limitada, Anatológica o Película                | Erin Doherty | Pendiente |             |
| 2025 | Primetime Emmy Awards               | Mejor actriz de reparto en serie Limitada, Anatológica o Película                | Christine Tremarco                                                                                                | Pendiente |             |
| 2025 | Primetime Emmy Awards               | Mejor Director para una Serie Limitada o Antológica o Película                   | Philip Barantini                                                                                                  | Pendiente |             |
| 2025 | Primetime Emmy Awards               | Mejor guion para una Serie Antológica Limitada o Película                        | Jack Thorne y Stephen Graham                                                                                      | Pendiente |             |
| 2025 | Primetime Creative Arts Emmy Awards | Mejor Casting para una Serie Limitada o analógica o Película                     | Shaheen Baig | Pendiente |             |
| 2025 | Primetime Creative Arts Emmy Awards | Mejor Cinematografía para una Serie Limitada o analógica o Película              | Matthew Lewis (por "Episode 2")                                                                                   | Pendiente |             |
| 2025 | Primetime Creative Arts Emmy Awards | Mejor Vestuario Contemporáneo para una Serie Antológica Limitada o Película      | Jessica Schofield, William Maher, y Tracey Cliffe (por "Episode 2")                                               | Pendiente |             |
| 2025 | Primetime Creative Arts Emmy Awards | Mejor edición de sonido para una Serie Limitada o analógica, Película o Especial | James Drake, Michele Woods, Emma Butt, Rob Davidson, Jessica Watkins, Oli Ferris, y Sue Harding (por "Episode 1") | Pendiente |             |
| 2025 | Primetime Creative Arts Emmy Awards | Mejor Mezclador de Sonido para una Serie limitada o analógica o Película         | Jules Woods, Kiff McManus, Rob Entwistle, y Adam Méndez (por "Episode 1")                                         | Pendiente |             |